# Liriomyza patagoniensis
Liriomyza patagoniensis este o specie de muște din genul Liriomyza, familia Agromyzidae, descrisă de Spencer în anul 1982. Conform Catalogue of Life specia Liriomyza patagoniensis nu are subspecii cunoscute.